# Церковь Сошествия Святого Духа (Моногарово)
Церковь Сошествия Святого Духа (Духосошественская церковь) — церковь Русской православной церкви в деревне Моногарово городского округа Зарайск Московской области.
На кладбище при церкви похоронен отец писателя Ф. М. Достоевского — Михаил Андреевич Достоевский. Его кенотаф — памятник градостроительства и архитектуры федерального значения.

## История
Кирпичная с белокаменными деталями в стиле барокко, с Покровским и Никольским приделами, была построена в Моногарово в 1763 году землевладельцем Василием Иовлевичем Хотинцевым. В 1820—1822 годах была сооружена колокольня и изменена наружная часть храма с привнесением классических форм. Тип здания — бесстолпный двусветный, но весьма приземистый одноглавый четверик с глухим лотковым сводом. Сводчатые помещения алтаря и двустолпной трапезной понижены из-за массивной трёхъярусной колокольни, которая первоначально была увенчана шпилем.
Храм пережил Октябрьскую революцию, но в 1929 году власти запретили совершать богослужения и арестовали священнослужителей. В 1931 году храм был закрыт, разграблен и осквернён. В церковном здании находились клуб, склад, пекарня, магазин; затем многие годы он находился в заброшенном, полуразрушенном состоянии. Восстановление Духосошественской церкви началось после распада СССР, в конце в конце 1990-х годов. Оно продолжается в настоящее время — в 2008 году храм вошёл в Федеральную целевую программу «Культура России», в рамках которой начались противоаварийные и реставрационные работы.
В церкви служатся только молебны. Настоятель храма — протоиерей Григорий Владимирович Решетов.